# Căn cứ thủy phi cơ Jebel Ali
Căn cứ thủy phi cơ Jebel Ali (IATA: DJH), viết tắt là Jebel Ali (SPB), là một căn cứ thủy phi cơ ở Jebel Ali, Các Tiểu vương quốc Ả Rập Thống nhất.

## Các hãng hàng không và điểm đến
| Hãng hàng không                | Các điểm đến                 |
| ------------------------------ | ---------------------------- |
| Seawings điều hành bởi Jet Ops | Căn cứ thủy phi cơ Jebel Ali |